# Station Assedrup
Station Assedrup is een station in Assedrup in de Deense gemeente Odder. Het station ligt aan de lijn Århus - Hov. Sinds 2012 wordt het station bediend door de treindienst van Aarhus Nærbane. 

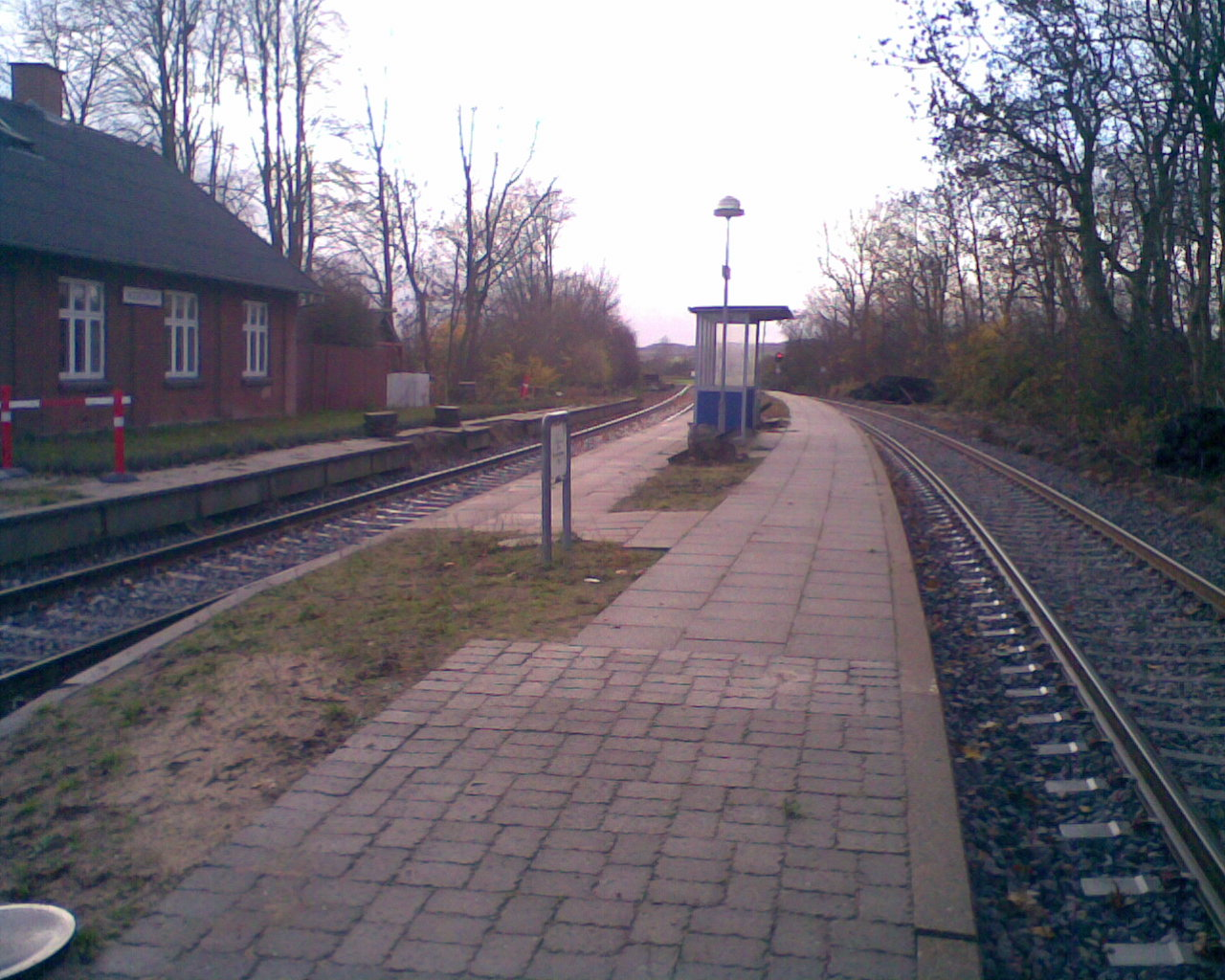
Het station in 2008